# Краб трав'яний
Краб трав'яний (Carcinus aestuarii) — краб родини Portunidae.

## Розповсюдження
Розповсюджений у прибережній зоні усіх морів Середземноморського басейну. У Чорному морі зустрічається у північно-західній частині та вздовж берегів Кримського півострова переважно в літоральній або в субліторальній зонах, а також в лиманах та лагунах. Внаслідок збільшення солоності в 70-х pp. ХХ сторіччя проник до Азовського моря.

## Будова
Карапакс сплющений, поверхня його з дрібними нерівномірно розподіленими гранулами. Ширина трохи перевищує довжину. Передній край з трьома тупими лопастеподібними колючками, середня з яких трохи довша за бокові. Очні орбіти з виїмками на верхньому та нижньому краях. Абдомен самця утворює рівнобедрений трикутник, у самок він закінчується овалом. Максимальна ширина карапаксу — 8,0 см при довжині 6,7 см.

## Спосіб життя
Донна тварина. Живе на глибинах до 40 м, переважно в заростях водоростей. Оптимальний біотоп — кам'янисте дно або черепашник. Зазвичай концентрується вздовж берега на глибині до 3 м. Живиться дрібними молюсками, органічними рештками тощо. Чутливий до змін солоності води. Влітку самиця виношує на плавальних ніжках близько 350 тис. яєць. Личинки планктонні; розвиток (4 стадії зоеа та мегалопа) відбувається за солоності води не нижче 14‰ протягом майже 14 днів.

## Значення
У Середземноморському басейні був промисловим видом. У Чорному морі до 1970-х рр. був об'єктом аматорського лову. Вид занесений до Червоної книги України.

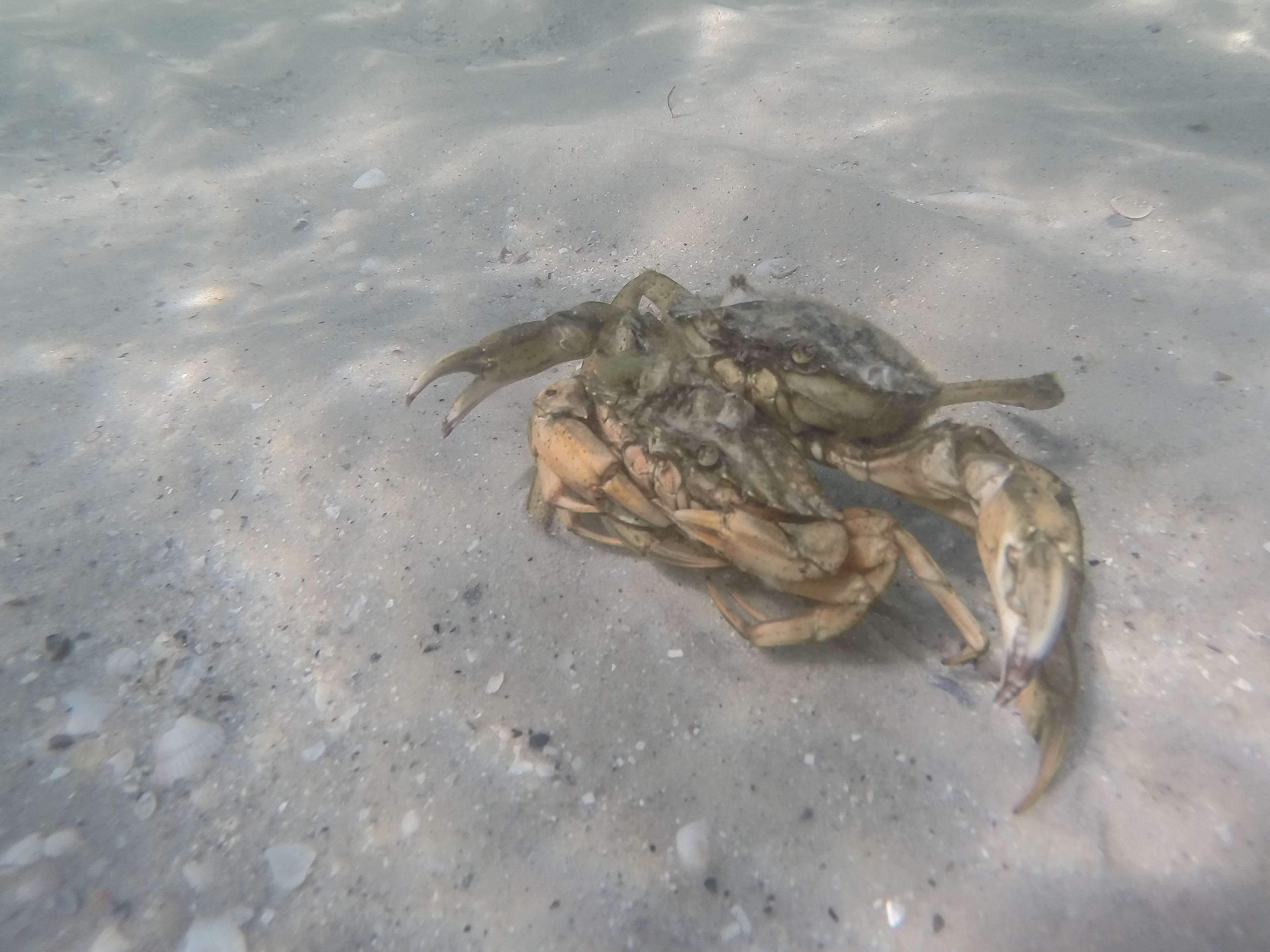
Трав'яні краби

## Відео
- Краб на о. Джарилгач
- Краб на о. Джарилгач, підводна зйомка